# Farid Djaout
Farid Djaout – algierski zapaśnik walczący w obu stylach. Srebrny medalista igrzysk afrykańskich w 2007 i brązowy mistrzostw Afryki w 2007 roku.